# Kalackie Koryto

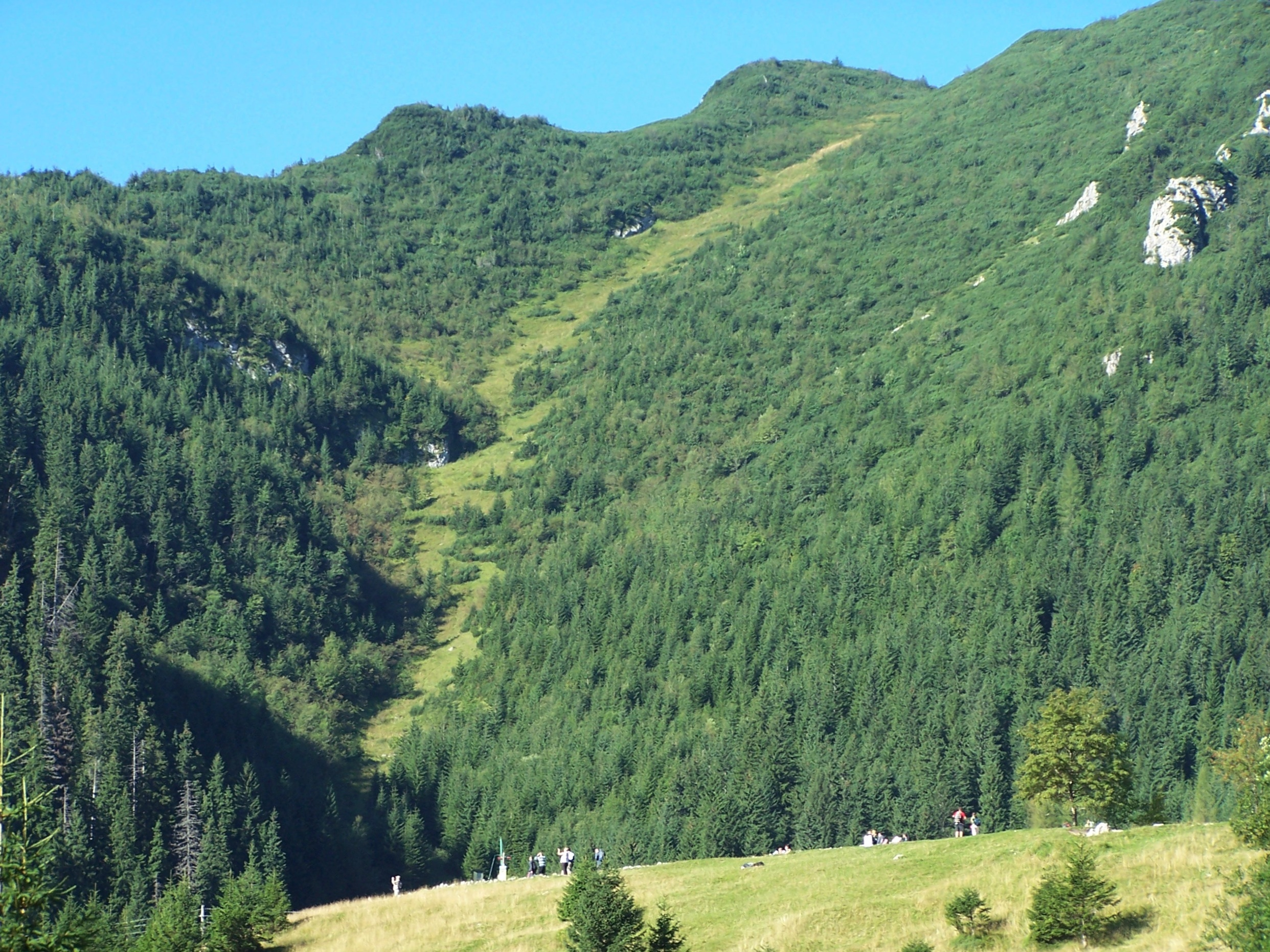
Kalackie Koryto i polana Kalatówki

Kalackie Koryto, Suchy Żleb lub Suchy Żleb Kalacki – żleb opadający ze wschodnich stoków masywu Długiego Giewontu na polanę Kalatówki w polskich Tatrach Zachodnich. Górny koniec ma pod Kalacką Kopą (1592 m). Opada stromo, początkowo we wschodnim, później północno-wschodnim kierunku i uchodzi na wysokości około 1200 m na polanę Kalatówki. Żleb jest trawiasty. Orograficznie prawe jego zbocza tworzy Kalacka Turnia, lewe Kalacki Upłaz. Wylot żlebu znajduje się przed boczną moreną dawnego lodowca Doliny Bystrej. Dawniej Kalacki Żleb był wypasany, wchodził w skład Hali Kalatówki. Stanowił też jedną z kolebek narciarstwa zjazdowego w polskich Tatrach. Przed II wojną światową odbywały się w nim zawody sportowe, np. w 1939 przeprowadzono tutaj slalom narciarski w ramach mistrzostw świata FIS. Również obecnie jest wykorzystywany przez narciarzy. W jego dolnej części znajduje się jeden z dwóch orczykowych wyciągów narciarskich Kalatówki. W Poniedziałek Wielkanocny w Kalackim Korycie przeprowadza się corocznie zawody narciarskie w stylu retro.
Kalackie Koryto dołem rozszerza się lejkowato. Jego deniwelacja wynosi około 380 m. Z powodu wapiennego podłoża żleb jest suchy (tzn. nie spływa nim żaden potok).
W jego zboczu znajdują się dwie jaskinie: Kalacka Nyża I i Kalacka Nyża II.

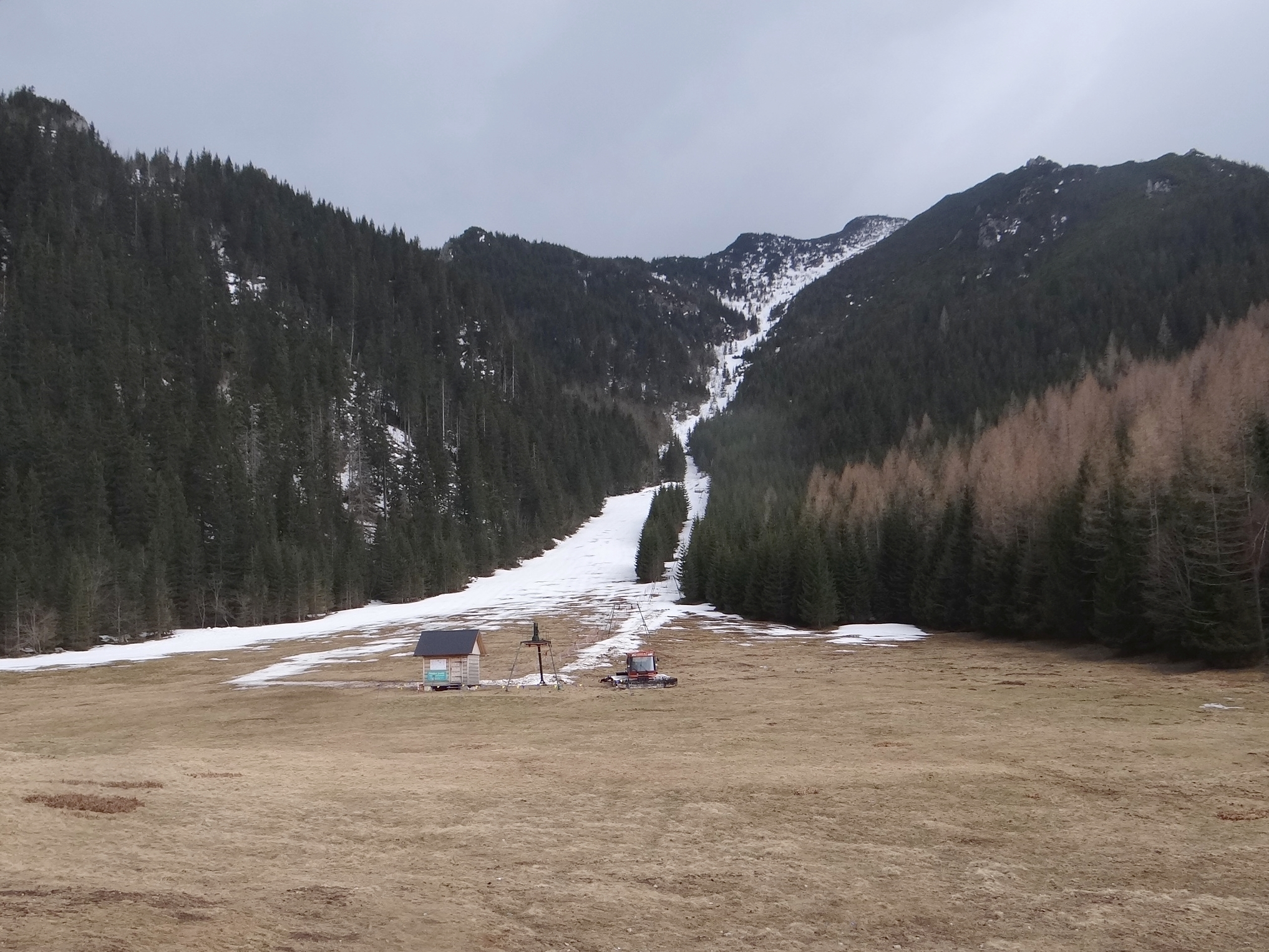
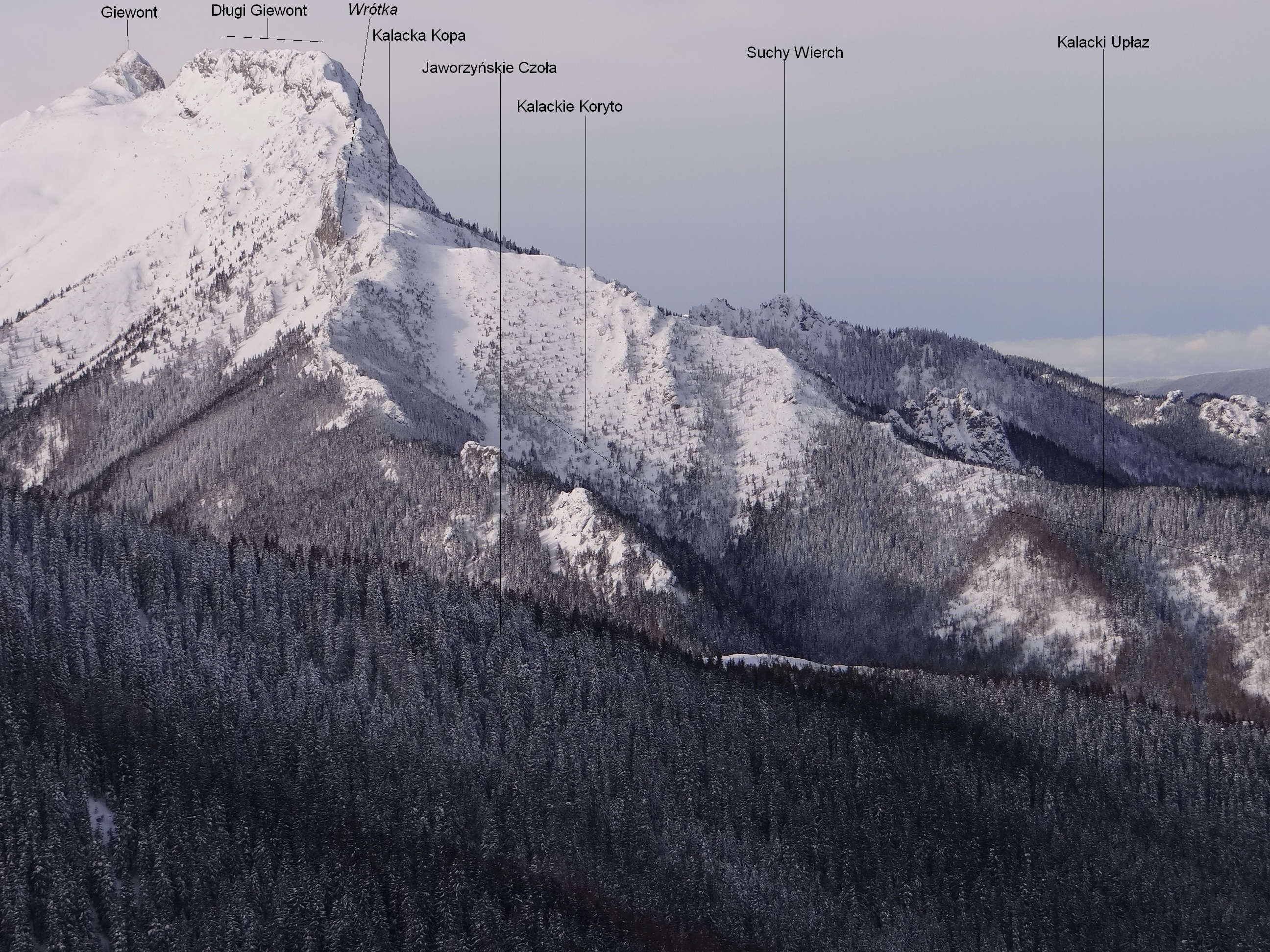
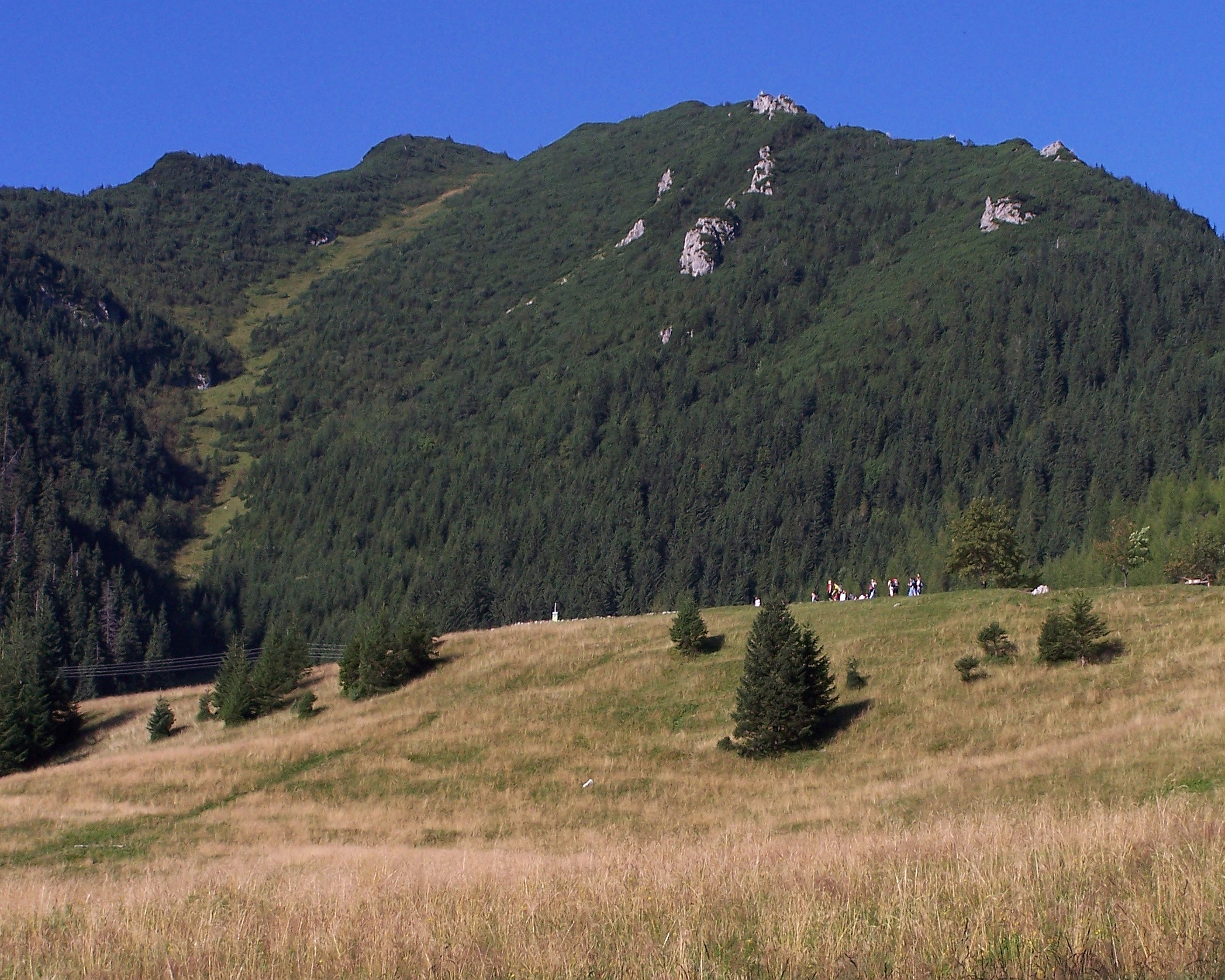